# 重瓣空心泡
重瓣空心泡（学名：Rubus rosifolius var. coronarius）是薔薇科懸鉤子屬空心泡的重瓣變種。